# Magnate (cantante)
Ramón Oliviera Mustafa (Puerto Rico, 24 de octubre de 1982), conocido artísticamente como Magnate "The One And Only", es un cantante de reguetón puertorriqueño conocido por formar parte del dúo Magnate & Valentino desde el 1998 hasta que finalmente en el 2013 confirman su separación como dúo desde allí toma camino como solista al igual que su compañero Valentino.

## Biografía
El artista Ramón Oliviera Mustafa nació en San Juan de Puerto Rico el 24 de octubre de 1982; Oliviera, es un hombre que emanó de una familia numerosa, pues además de sus padres, son 4 hermanos quienes conforman el núcleo familiar, y así mismo se convirtieron en su mayor motor a la hora de cumplir uno de sus tantos sueños, ser cantante.
Este cantautor, desde pequeño, atesoraba una inclinación frente a la música, la sentía, lo movía y lo inspiraba, además hacía uso del baloncesto como método de esparcir energía y, por qué no, deporte al mismo tiempo. Sus pasatiempos le permitían abrir su mente y pensar cuál sería su futuro, pues ser alguien reconocido por su voz y su música no era lo único que quería, también lo apasionaba tener la oportunidad de salvar vidas, como un buen doctor lo sabe hacer, y lo que hoy en día aun no lo descarta como una posibilidad para trascender en su vida, de manera personal y profesional.

## Carrera musical

### Como dúo
Desde el año 1998, debuta en la producción Warriors II. Aquí, da inicio a una amistad con Peter Gonzáles Torres, conocido como Valentino, con el cual, más adelante, se convirtió en uno de los dúos más representativos del reguetón.
Continuaron con su asistencia en producciones como Gárgolas, 9 Plagas II y The Flow II, en el cual lograron una allegada hacia el público muy positiva, y la cual les permitió continuar presentando su talento al mundo. Como dúo formalizado, presentaron su primera producción llamada Rompiendo el hielo en 2002, y en ella contaron con la participación de grandes artistas como Héctor & Tito con la victoriosa canción “Gata celosa”, Nicky Jam con la canción “Quiero que hagas mujer”, entre otros sencillos como “Anda, Yal”, “Como es que tú te vas”, y por primera vez incursionaron en un género musical totalmente diferente a lo que siempre estuvieron acostumbrados a producir, como lo es el Pop, con este estilo lanzaron su sencillo “Te buscaré”.
En el 2004 realizaron su segunda producción Sin límite, allí alcanzaron el clímax de su carrera como dúo, debido a que tuvieron grandes colaboraciones como Don Omar con el sencillo «Dile a Ella», y grandes éxitos que le dieron la oportunidad de viajar por el mundo como lo son «Vuelve a mí», «Ya lo sé» y «Fiera callada», entre otras producciones.
En el 2007 Magnate toma la decisión de realizar su primer sencillo como solista, Progresivo bajo el sello discográfico VI Music, y distribuido por Machete Music. Esta producción contó con la participación de Arcángel en la canción Amar es, y la remezcla del sencillo promocional “Nuestro Amor Es Así” al lado de Pitbull. En 2009, regresa como dúo de Magnate y Valentino para grabar Química perfecta.
Luego de publicar su álbum Imparables en 2013, el dúo anunció su separación, con Magnate buscando una carrera musical en Colombia, publicando el sencillo Dime.

### Como solista
Desde inicios del 2014 hasta hoy, se encuentra trabajando independiente en su música. Éste considera que la industria urbana continuamente se transforma en sus estilos y manera de presentar la música y por esto, día a día se prepara, como artista, para afrontar “lo que se venga” de manera acertada. Magnate, como solista, ha consumado notables producciones como lo son “Dándote” en colaboración de Nicky Jam, “Bandida”, “Tú me enciendes” junto a Ñengo Flow(y su remezcla junto a Messiah), “Caerán”, además de “Devórame” al lado de Kevin Roldan, y entre lo más reciente “Te robaré”, “Dame una señal” y “Quédate conmigo”.
Magnate “The One And Only”, como se hace conocer al mundo, siempre hace mención a su seudónimo, ya que su poder lo ha llevado a posicionarse cada vez con más fuerza y con sus ganas de sobresalir está preparando diversidad de singles que harán al público deslumbrarse por tan contundentes y originales melodías, pues como bien lo dice él hace un tiempo “estoy preparado para presentar mi nuevo estilo musical”.
En 2019 lanzó la producción Fin de Semana, canción la cual llegó rápidamente a un millón de reproducciones tanto en YouTube como en Spotify.
En 2020, él sacó temas como Más de Tì colaborando con Anonimus;1 2 3, con Pipe Calderón ;y el que tuvo más aceptación,Efecto.
Durante 2021 no sacó música hasta el mes de septiembre de dicho año. El 17 de septiembre soltó el sencillo Háblame de Ti; posterior a este éxito de más de un millón de reproducciones en YouTube, Magnate estuvo colaborando con artistas colombianos de poca trayectoria. El 11 de noviembre publicó Para Enamorarte en colaboración con J Tian HD ;y por último, ILMIN ,en colaboración de Maicol Riddim y B King, fue publicado el 10 de diciembre.

## Discografía

### Álbumes con Valentino
- 2002: Rompiendo el hielo
- 2005: Sin límite
- 2006: Before & After
- 2009: Química perfecta
- 2013: Imparables

### Álbumes como solista
- 2007: Progresivo
- 2014: Magnate Greatest Hits